# Các địa điểm và di tích lịch sử tại Kaesong
Các địa điểm và di tích lịch sử tại Kaesong là một Di sản thế giới được UNESCO công nhận nằm tại thành phố Kaesong, Cộng hòa Dân chủ Nhân dân Triều Tiên. Quần thể này bao gồm 12 địa điểm riêng biệt là minh chứng về lịch sử và văn hóa của Vương triều Cao Ly từ thế kỷ 10 đến thế kỷ 14. Cách bố trí trước đây của kinh đô Kaesong bao gồm các cung điện, lăng mộ, tường thành, cổng thể hiện giá trị chính trị, văn hóa, triết học và tinh thần của một thời kỳ quan trọng trong lịch sử khu vực. Các di tích được ghi cũng bao gồm một đài quan sát thiên văn và khí tượng, hai trường học (trong đó có một trường dành riêng cho việc đào tạo các quan lại đất nước) và các bia kỷ niệm. Địa điểm này là minh chứng cho sự chuyển đổi từ Phật giáo sang tân Nho giáo ở Đông Á và sự đồng hóa các giá trị văn hóa, tinh thần, chính trị của các vương triều trước khi Triều Tiên thống nhất dưới triều đại Cao Ly. Sự tích hợp các khái niệm Phật giáo, Nho giáo, Đạo giáo và địa lý được thể hiện trong quy hoạch của các địa điểm và kiến trúc của di tích. Di sản thế giới này được công nhận vào năm 2013 có diện tích 494,2 ha cùng một vùng đệm rộng 5.222,1 ha.

## Địa điểm
|   | Di tích                                       | Di tích                                       | Hình ảnh |       |
| - | --------------------------------------------- | --------------------------------------------- | -------- | ----- |
| 1 | Cung điện Manwoldae và Đài chiêm tinh Kaesong | Cung điện Manwoldae và Đài chiêm tinh Kaesong |          | [ 2 ] |
| 2 | Tường thành Kaesong                           | Tường thành Kaesong                           |          | [ 2 ] |
| 3 | Cổng Namdae                                   | Cổng Namdae                                   |          | [ 2 ] |
| 4 | Đại học Songgyungwan Cao Ly                   | Đại học Songgyungwan Cao Ly                   |          | [ 2 ] |
| 5 | Học viện Sungyang                             | Học viện Sungyang                             |          | [ 2 ] |
| 6 | Cầu Sonjuk và Đài tưởng niệm Phyochung        | Cầu Sonjuk và Đài tưởng niệm Phyochung        |          | [ 2 ] |
| 7 | Lăng mộ Vương Kiến vương                      | Lăng mộ Vương Kiến vương                      |          | [ 2 ] |
| 8 | Lăng mộ Cung Mẫn vương                        | Lăng mộ Cung Mẫn vương                        |          | [ 2 ] |